# Telléry Gyula
Telléry Gyula (Zichyfalva, Torontál vármegye, 1879. augusztus 16. – Budapest, Erzsébetváros, 1932. január 19.) újságíró, lapszerkesztő, a szepességi magyar sajtó megteremtője.

## Életútja
Telléry Ferenc és Komka Lukrécia fiaként született. A Magyarországi Kárpát-egyesület Késmárki Osztályának tagja volt. 1917-től a Magyar Turista Szövetség Sajtóügyi és szakirodalmi bizottság tagja. Egész életét Szepesség közügyéinek, a nemzeti kultúra fejlesztésének áldozta és a nemzetiségi kérdésben harcos ellenfeleket szerzett a „csehszlovák állam“ hatalmasainak birtokosai között, így a hírhedt Kizma-ügyben Ruszinszkó kormányzóját, Beszkid Antalt, támadta erősen Telléry Gyula, majd Blaha Mariánnal és a csernovai tragédia ügyében Hlinkával vívott elkeseredett sajtópárbajt. Szent-Iványi József jobboldalán részt vett a Magyar Nemzeti Párt megalapításában, bejárta az elszakított országrészt, gyűléseken szónokolva, ébresztgette a nemzeti önvédelmi front csüggedő kitartását és nagy szervezőképességgel oroszlánrészt vállalt a Prágai Magyar Hírlapnak, a magyarság országos orgánumának megalapításában. Izzó magyarságától fűtött publicisztikai tevékenysége miatt a cseh hatóságok állandóan üldözték. Több ízben letartóztatták és rövidebb-hosszabb ideig fogságban tartották. Az elszegényedett Telléry már a Szepesi Lapokat sem tudta fenntartani, mert a gyakori büntetések tönkretették a vállalatát. Újságját, a Szepesi Lapokat, a cipszerség egyetlen magyar nyelvű napilapját (melyet Ziman János iglói tanár indított az 1880-as években) a cseh államhatalom betiltotta, majd 1929-ben, munkásságának harmincéves évfordulóján  megvonta tőle harmincéves szepességi illetőségét. Egy időben jelentős vagyonnal rendelkezett, de élete végén teljesen elszegényedett. A Prágai Magyar Hírlap felvidéki szerkesztője lett és családjával együtt Kassára költözött. A PMH Lapkiadó Részvénytársaság megalapítására részvényjegyzési akciót szervez, ám a hatóságok sokáig nem engedélyezik részvénytársaság létrehozását.
1932 januárjában Budapestre indult, hogy elmondása szerint egy örökségi ügyét elintézze, s régi szokása szerint a Metropol szállodában bérelt szobát. 1932. január 18-án hétfőn este egy ideig a szálló kávéházában üldögélt, majd korán a szobájába tért. A szobaasszony még hallotta, hogy egy ideig fel-alá járkált a szobájában. Kedden reggel nyolc óra után a szobaasszony be akart menni Telléry szobájába, hogy ruháit tisztítani vigye. A sötét szobában megdöbbenve látta, hogy az ágy érintetlen. Körülnézett és rémülten vette észre, hogy Telléry Gyula felakasztva, az egyik ablakkilincsen függ. A helyszínre kiszállt orvosi bizottság konstatálta, hogy a halál már legalább 24 órával azelőtt bekövetkezett. A szobában két levelet találtak: egyet családjához és egyet a Prágai Magyar Hírlaphoz írt. A Prágai Magyar Hírlapnál vitás követelése állott fenn, többször említette, hogy 40.000 korona jár onnan, amelyet még nem utaltak ki. Ezt kérte benne családjának kiutalni. Állítólag a PMH gazdasági osztályának vezetője, Flachbarth Ernő vádjai miatt lett öngyilkos. Egy özvegyet (Haltenberger Malvina) és három gyermeket hagyott hátra. Sírja a rákoskeresztúri temetőben található. Síremlékét 1936-ban avatták föl.

## Munkái
- A Szepesség gyásza. Emlékalbum Erzsébet királyné emlékére 1898. szept. 10. szerk. és kiadta... Bpest, 1899.
- Igló könyve, kiadja... Igló, 1905. (A Szepesi Lapok fennállásának százados évfordulójára lapja történetét és Igló város multját és jelenét írja le, képekkel).